# バイバイ・ラブ
『バイバイ・ラブ』（原題:Bye Bye Love）は、1995年のアメリカの映画。日本では劇場未公開でVHSのみリリース。

## 概要
離婚経験者の3人の友情と、それを取り巻くさまざまの人間模様が軽快に描かれるコメディ。主演は、『フルメタル・ジャケット』のマシュー・モディーン、『インデペンデンス・デイ』のランディ・クエイド、『エイリアン2』のポール・ライザー。
この映画の制作資金は、マクドナルドとのプロダクトプレイスメントによって大きく支えられている。

## あらすじ
デイヴ、ヴィク、ドニーの3人は、離婚経験者でみな子供がいる。週末には、マクドナルドで子供たちと待ち合わせし、1日を一緒に過ごす。デイヴは、キムという恋仲の女性がいて、彼女と子供とで過ごそうとしていたところへ、子供の友達の母親らがやってくる。断れずに母親を家に入れてしまうデイヴに、キムは腹を立てる。ヴィクは、デート相手のルーシーがかなりのお喋りで、さらに圧力的な態度なので困惑している。ドニーは、14歳の娘のエマとの関係がうまくいかない。そんな一方で、デイヴの元妻と親密な関係になっている。
エマは、マクドナルドで働く高校生マックスに恋していて、たまたま誘われたパーティーで、自分ではなく友達のヴィクの娘、メグがマックスに好かれたことでやけになって酒を飲み始め、さらに車を運転するという暴挙に出る。
キムに叱られ、意気消沈しているデイヴのところへ、さんざん振り回されて疲れ果てたヴィクと、ルーシーが現れる。さらにドニーが現れ、デイヴの元妻とのことを打ち明けるがキムのことで手一杯なのでデイヴは相手にしない。そこへ、メグが電話をかけ、事情を知った3人はエマの元へ向かう。

## キャスト
- デイヴ…マシュー・モディーン（平田広明）
- ヴィク…ランディ・クエイド（牛山茂）
- ドニー…ポール・ライザー（金尾哲夫）
- ドクター・ダウンゼント･･･ロブ・ライナー（稲葉実）
- ルーシー（吹替版ではルシール）…ジャニーン・ガロファロー（宮寺智子）
- キム…マリア・ピティロ
- マックス…ジョニー・ホイットワース
- ウォルター…エド・フランダース
- メグ…アンバー・ベンソン
- ベン…ロス・マリンガー（大谷育江）
- エマ…エリザ・ダシュク（坂本真綾）
- パーティのDJ…ジャック・ブラック

## 公開
映画は、米国で1300万ドル未満の収入を上げ、特に成功したとは考えられていない。21件のレビューに基づいて、Rotten Tomatoesの評価は19％だった。映画に対する全体的な反応は肯定的ではなかったが、ジャニーン・ガロファローの、デート・シーンでの演技は良い評価を得て、アメリカのコメディの賞にノミネートされた。レビューの多くは、映画が長編映画よりもシットコムの要素を取り入れたフィーチャー映画のようなものであったと指摘している。